# Ель-Хамма-дю-Джерід
Ель-Хамма-дю-Джерід — місто в Тунісі. Входить до складу вілаєту Таузар. Знаходиться за 9 км на північ від Таузара. Станом на 2004 рік тут проживало 6 259 осіб.